# Немуро (Хоккайдо)

43°19′48″ пн. ш. 145°34′59″ сх. д. / 43.33000° пн. ш. 145.58306° сх. д.
Немуро́ (яп. 根室市, ねむろし, МФА: [nemuɾo ɕi̥]) — місто в Японії, в окрузі Немуро префектури Хоккайдо.

## Короткі відомості
Розташоване у східній частині префектури, на території півострова Немуро. Центр округу. Основу господарства становить рибальство, вилов тунця, крабів і ламінарій, переробка морепродуктів. Станом на 1 жовтня 2008 року площа міста становила 512,71 км². Станом на 31 березня 2017 населення міста становило 26 712 осіб.
До міста також входить територія островів Хабомай, приєднана у 1959 р. шляхом скасування села Хабомай повіту Ханасакі.

## Географія
- Острів Акіюрі
- Острів Юрі